# Eirene brevigona
Eirene brevigona är en nässeldjursart som beskrevs av Paul Torben Lassenius Kramp 1959. Eirene brevigona ingår i släktet Eirene och familjen Eirenidae. Inga underarter finns listade i Catalogue of Life.